# Ернандес (Нью-Мексико)
Ернандес (англ. Hernandez) — переписна місцевість (CDP) в США, в окрузі Ріо-Арріба штату Нью-Мексико. Населення — 756 осіб (2020).

## Географія
Ернандес розташований за координатами 36°3′25″ пн. ш. 106°7′4″ зх. д. / 36.05694° пн. ш. 106.11778° зх. д. (36.056857, -106.117799).  За даними Бюро перепису населення США в 2010 році переписна місцевість мала площу 4,40 км², з яких 4,39 км² — суходіл та 0,01 км² — водойми.

## Демографія
Згідно з переписом 2010 року, у переписній місцевості мешкало 946 осіб у 359 домогосподарствах у складі 245 родин. Густота населення становила 215 осіб/км².  Було 435 помешкань (99/км²).
Расовий склад населення:
| - 52,2 % — білих - 2,1 % — корінних американців - 0,4 % — азіатів - 0,3 % — чорних або афроамериканців - 43,2 % — осіб інших рас |

До двох чи більше рас належало 1,7 %. Частка іспаномовних становила 93,6 % від усіх жителів.
За віковим діапазоном населення розподілялося таким чином: 24,6 % — особи молодші 18 років, 63,2 % — особи у віці 18—64 років, 12,2 % — особи у віці 65 років та старші. Медіана віку мешканця становила 38,1 року. На 100 осіб жіночої статі у переписній місцевості припадало 104,8 чоловіків;  на 100 жінок у віці від 18 років та старших — 102,0 чоловіків також старших 18 років.
Середній дохід на одне домашнє господарство  становив 38 260 доларів США (медіана — 35 214), а середній дохід на одну сім'ю — 42 546 доларів (медіана — 36 514). Медіана доходів становила 38 333 долари для чоловіків та 41 875 доларів для жінок. За межею бідності перебувало 33,3 % осіб, у тому числі 51,7 % дітей у віці до 18 років та 17,8 % осіб у віці 65 років та старших.
Цивільне працевлаштоване населення становило 263 особи. Основні галузі зайнятості: освіта, охорона здоров'я та соціальна допомога — 23,2 %, будівництво — 19,8 %, мистецтво, розваги та відпочинок — 14,4 %, роздрібна торгівля — 10,6 %.